# Lijst van elektriciteitscentrales Suriname
Dit is een lijst van energiecentrales in Suriname. 

## Waterkracht
| Waterkrachtcentrale              | Rivier / meer                      | Type               | Capaciteit | Jaar voltooid |
| -------------------------------- | ---------------------------------- | ------------------ | ---------- | ------------- |
| Afobaka                          | Surinamerivier, Brokopondostuwmeer | Stuwmeer           | 189 MW     | 1964          |
| Waterkrachtcentrale van Poeketi  | Tapanahonyrivier                   | loop van de rivier | 50 kW      | 1981          |
| Waterkrachtcentrale van Gran Olo | Tapanahonyrivier                   | loop van de rivier | 300 kW     | (2016)        |

## Thermisch
| Thermische centrale | Locatie       | Brandstoftype | Capaciteit             | Jaar voltooid                      | Eigenaar                  |
| ------------------- | ------------- | ------------- | ---------------------- | ---------------------------------- | ------------------------- |
| EBS Saramaccastraat | Paramaribo    | Dieselolie    | 135 MW (72 MW + 63 MW) | 63 MW-uitbreiding voltooid in 2013 | Energiebedrijven Suriname |
| Staatsolie          | Tout Lui Faut | Stookolie     | 28 MW                  |                                    | Staatsolie                |
| Paranam             | Paranam       | Stookolie     | 47 MW                  | 1963 en 1965                       | Paranam                   |